# Paul Koebe
Paul Koebe   (Luckenwalde, 15 de febrer de 1882 - Leipzig, 6 d'agost de 1945) va ser un matemàtic alemany.

## Vida i Obra
Koebe, fill d'un fabricant, va fer els estudis secundaris a l'escola Joachimsthalschen de Berlín. El 1900 va començar els estudis universitaris a la universitat de Kiel i els va continuar a la de Berlín en la qual es va doctorar el 1905. El 1907 Koebe va obtenir l'habilitació docent a la universitat de Göttingen, on va ser professor ajudant fins al 1910. De 1911 a 1914 va ser professor de la universitat de Leipzig. El 1914 va ser nomenat professor titular de la universitat de Jena i el 1926 va retornar a la de Leipzig com catedràtic. Va morir víctima d'un càncer gàstric el 6 d'agost de 1945 en aquesta ciutat.
Koebe sempre va ser considerat una persona excèntrica que, a més, era caòtica en els seus escrits. No obstant té el mèrit d'haver estat qui va resoldre el 22é problema de Hilbert el 1907, simultània però independentment amb Henri Poincaré. Koebe va esdevenir força conegut com a analista que va fer aportacions fonamentals en la teoria de les funcions complexes. Les seves excentricitats arribaven al nivell de viatjar sempre de incògnit, amb un nom fals, perquè als hotels no li preguntessin si era el famós teòric de funcions.
Koebe va escriure una setantena d'articles en revistes científiques.